# مالبورک (دژ)
مالبورک (Zamek w Malborku) قلعه‌ای در لهستان و جزء میراث جهانی یونسکو در این کشور می‌باشد. این قلعه در جریان جنگ جهانی دوم نیمه ویران شد.
| Malbork Castle |
|                |